# Viljo Heino
Viljo Akseli Heino (Iitti, 1º marzo 1914 – Tampere, 15 settembre 1998) è stato un mezzofondista finlandese.

## Palmarès

### Europei
- 1 medaglia:
  - 1 oro (Oslo 1946 nei 10000 metri piani)

## Campionati nazionali
1943
- Oro ai campionati finlandesi, 10000 m piani - 30'17"8
- Oro ai campionati finlandesi, 5000 m piani - 14'34"6

1944
- Argento ai campionati finlandesi, 5000 m piani - 14'34"6
- Oro ai campionati finlandesi di corsa campestre - 27'52"

1945
- Oro ai campionati finlandesi, 5000 m piani - 14'17"2
- Oro ai campionati finlandesi di corsa campestre - 28'21"

1946
- Oro ai campionati finlandesi, 10000 m piani - 30'02"8
- Oro ai campionati finlandesi, 5000 m piani - 14'27"2

1947
- Oro ai campionati finlandesi di corsa campestre - 34'03"

1948
- Oro ai campionati finlandesi di corsa campestre - 39'03"

1949
- Oro ai campionati finlandesi, 10000 m piani - 29'35"8

## Altre competizioni internazionali
1949
- Oro alla Corrida Internacional de São Silvestre ( San Paolo), 7 km - 21'12"